# André Détolle
André Détolle, né le 13 décembre 1876 à Paris et mort le 11 novembre 1962 à Caen, est un homme politique français, maire de Caen du 15 mai 1925 au 14 septembre 1944.
Son action est notamment marquée par la modernisation urbanistique (assainissement, développement de nouveaux lotissements…) de Caen. Sous l'Occupation, il se maintient à son poste puis est confirmé par le gouvernement. À la libération, sa liste est battue aux premières élections municipales universelles.
Un boulevard porte son nom à l'ouest de la ville par décision unanime du conseil municipal en date du 22 mars 1963.

## Biographie

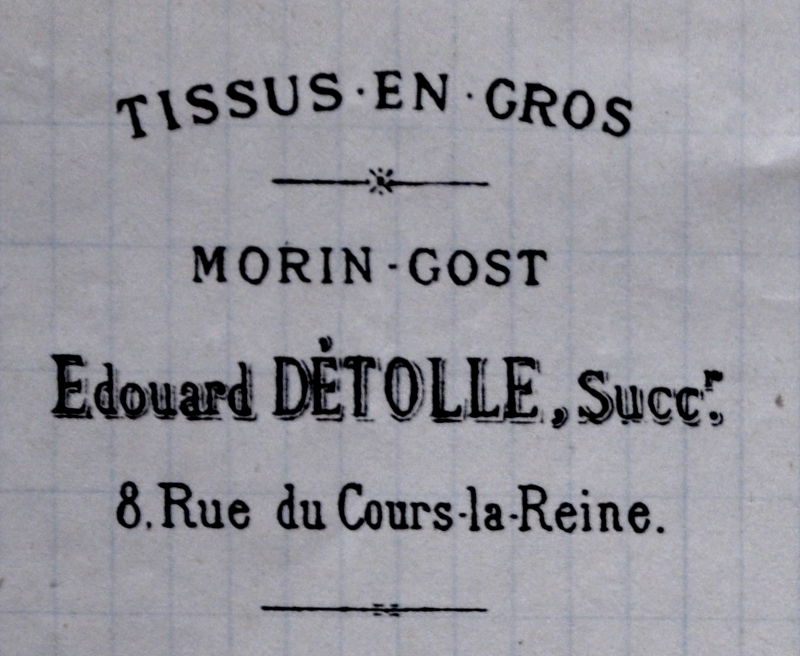
Détolle Édouard successeur

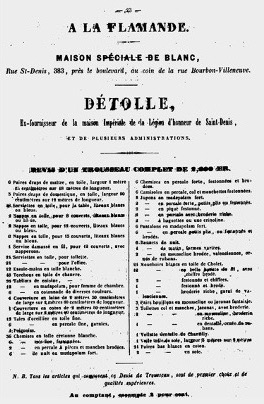
À la Flammande à Paris en 1860.

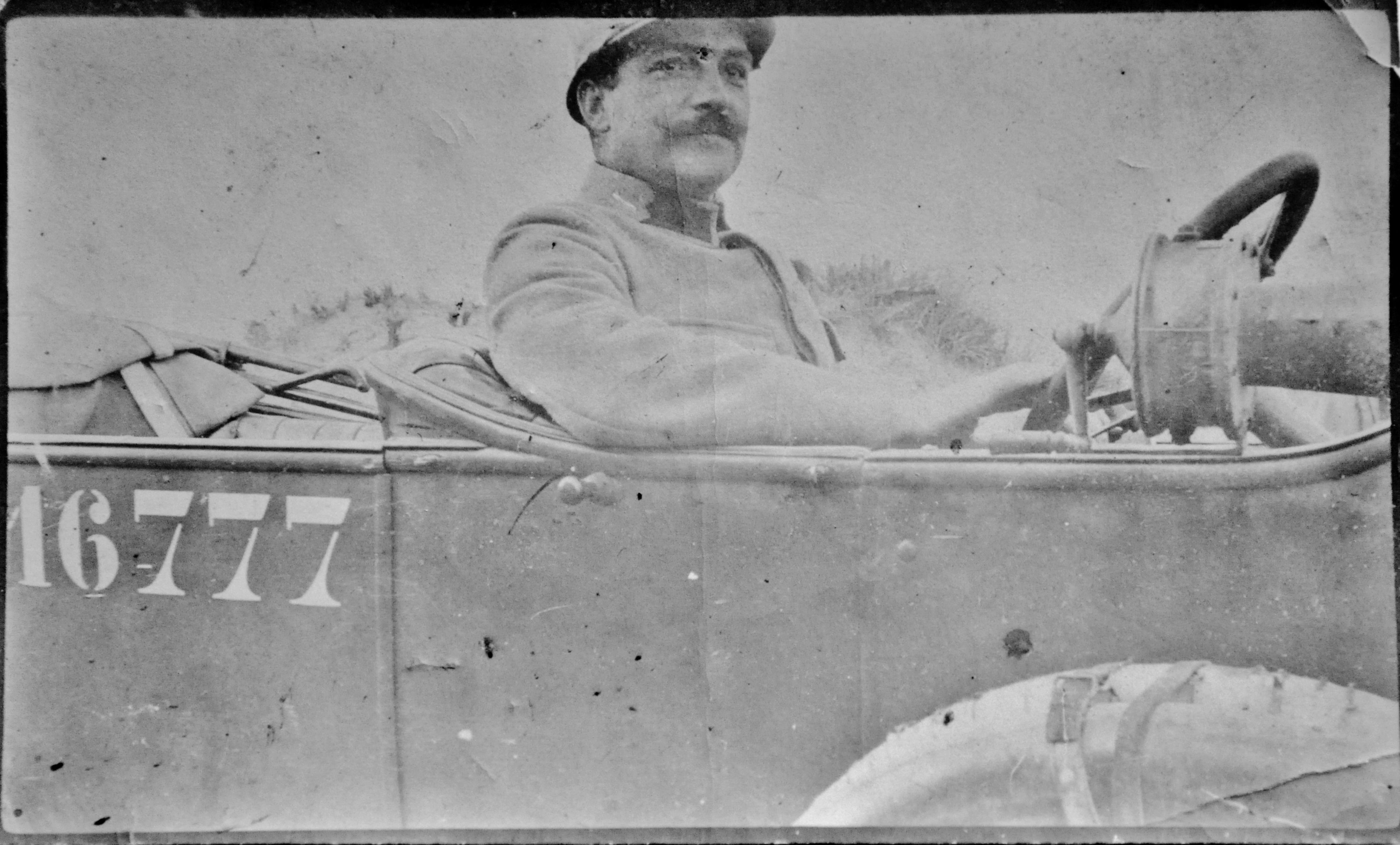
Détolle André militaire en 1915-1918.

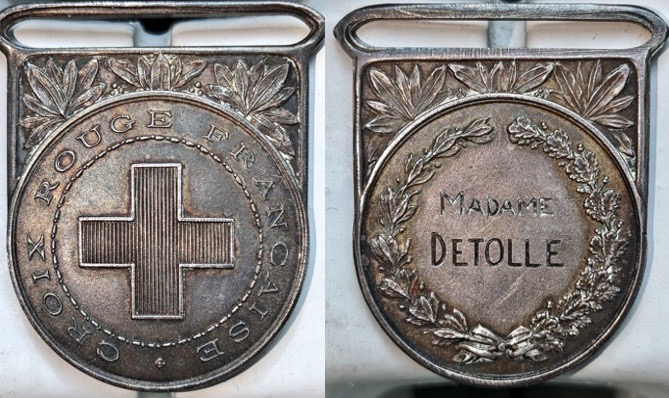
Médaille de la Croix Rouge - Madame André Détolle

André Détolle vit à Caen dès l'âge de 3 ans.
Son père Édouard s'installe à Caen et rachète le négoce Morin-Gost au 8 rue du Cours-de-la-Reine (devenu 8 rue Sadi-Carnot). Édouard Détolle est conseiller municipal de la ville de Caen pendant presque vingt ans, adjoint de Georges Lebret. André, fils unique, reprend l'affaire en 1908, à la suite du décès brutal d'Édouard.
La famille d'André Détolle était dans le commerce de confection depuis deux générations dès 1830 : 
- son grand-père, François Armand Détolle, fils unique d'un boulanger bourguignon d'Ancy-le-Franc ouvrira à Paris le magasin À la Flamande.
- ses grands-oncles, Adolphe Parissot (emménagement du grand magasin parisien À la Belle Jardinière au quai de la Mégisserie), Pierre Romet (création du grand magasin Le Gagne-Petit à Alençon[2]).

André Détolle passe son baccalauréat au lycée Malherbe et sort diplômé de l'École de commerce du Havre en 1898. Il participe à la création du Club Malherbe caennais en 1907.
Mobilisé le 3 septembre 1915, il est affecté auprès des Britanniques puis est démobilisé en janvier 1919. Il développe son entreprise qui prospère entre 1919 et 1933 (réseaux de représentants en confection qui sillonnaient la campagne normande, la confection étant produite à Caen). Fin 1935, la crise l'oblige à fermer son négoce, il a alors 59 ans. Il s'implique plus tard dans la Société normande d'alimentation, dont il deviendra président d'honneur.
Dans son entreprise, ou à la mairie, c'est un gestionnaire humain et proche du quotidien de ses concitoyens comme de ses employés. Ainsi, pour son atelier de confection, les femmes pouvaient travailler depuis chez elles. En 1938, des réfugiés espagnols fuyant Francisco Franco sont hébergés à la Maladrerie, il leur fait une visite, avec son fils Alain, afin de s’enquérir qu'ils ne manquent de rien. Fin des années 1930 et début 1940, période de fort chômage, il fait préparer sandwich ou soupe chaude à toute personne qui frappe à sa porte.
Son épouse tient également un rôle social marquant pour l'époque. Elle fut présidente de l'Union des Femmes de France (avant 1940), présidente de la Croix Rouge en 1943 sous l'occupation.
Comme caennais, Il fut très affecté par la quasi destruction de la ville de Caen par les bombardements alliés, ville dont il fut pendant une génération un maire dévoué. Dans son esprit, la liberté retrouvée avait un prix à payer, et donc consentir des conséquences dramatiques pour de nombreux caennais, 

## Carrière politique

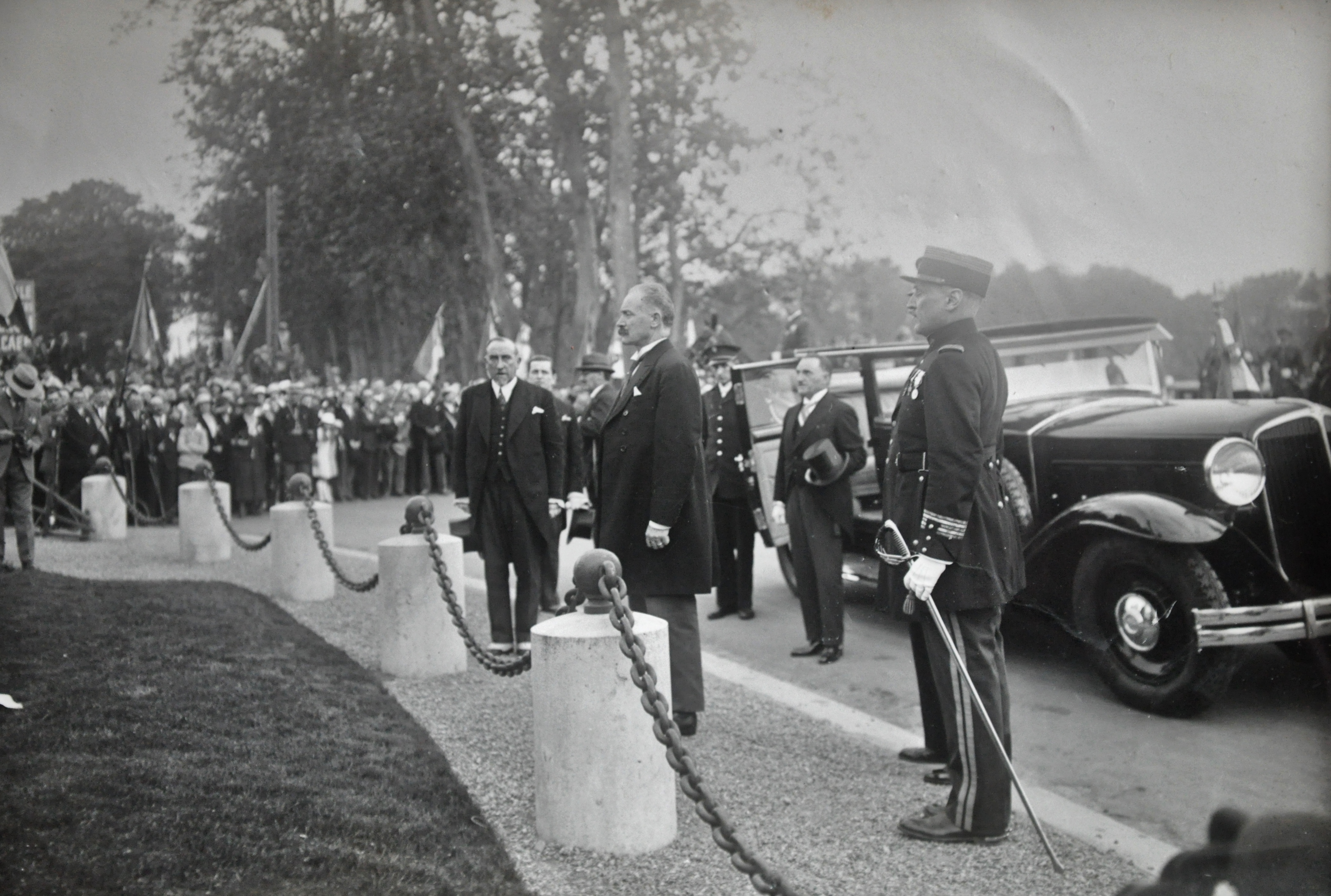
Visite du président Lebrun et André Détolle, maire, à Caen en 1932.

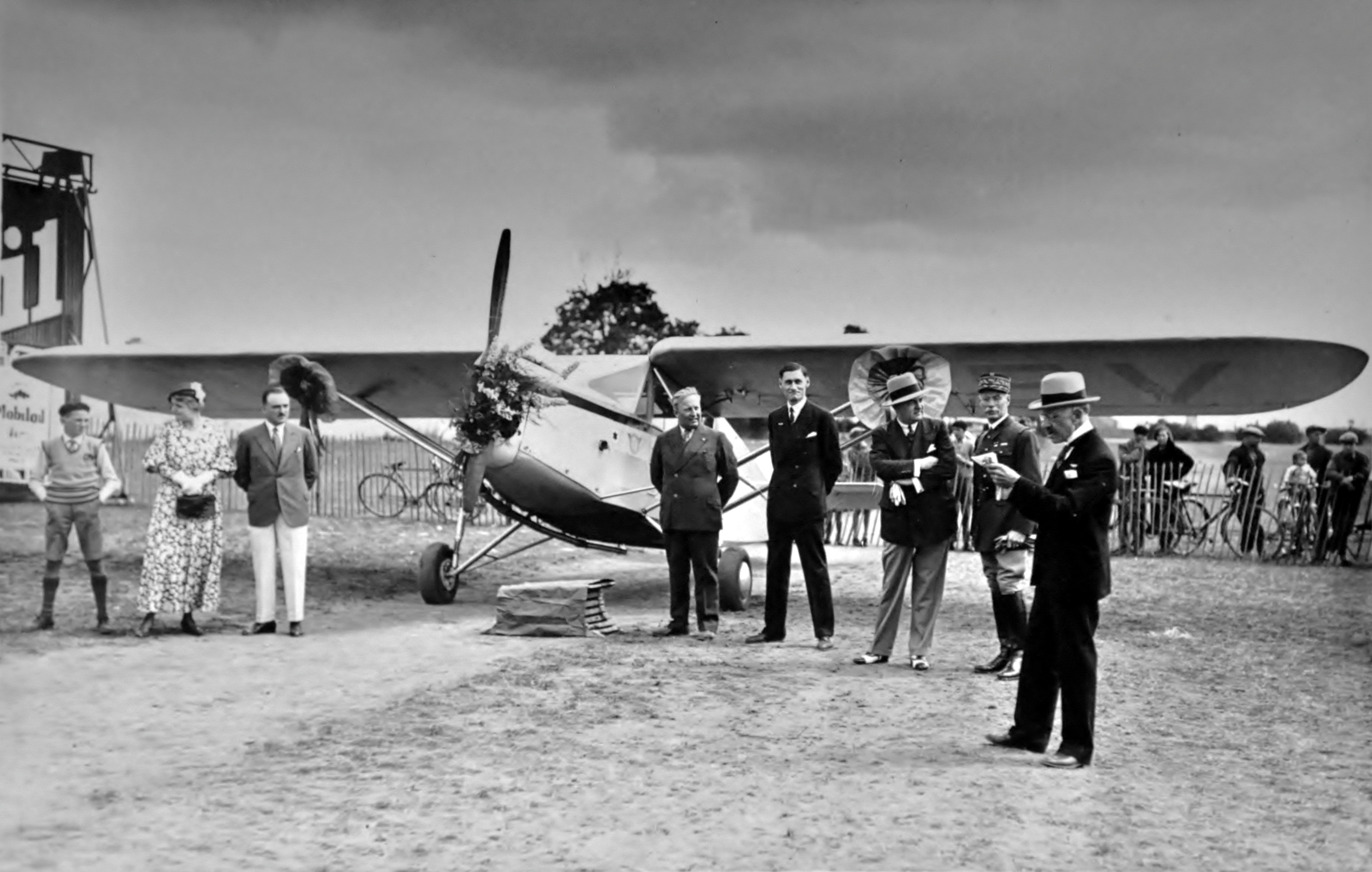
André Détolle à l'aérodrome, vers 1930.

Il devient conseiller d'arrondissement de Caen Ouest en 1912, à 36 ans. En tant que négociant en tissu, il fait partie de la fédération des groupements commerciaux et industriels. Il est réélu au conseil municipal sur la liste d'Union républicaine le 30 novembre 1919. Il fait partie de la commission des fêtes et de celle de la foire de Caen. Il devient deuxième adjoint d'Armand Marie le 26 novembre 1921 en remplacement d'un démissionnaire. Il est réélu au premier tour comme conseiller d'arrondissement de Caen le 14 mai 1922. Il devient le vice-président du conseil d'arrondissement. 
Avant son mandat de maire, il est déjà très investi dans l'économie de la ville, nommé administrateur de la Banque de France,  en décembre 1924, puis administrateur de la Caisse d’épargne et du Crédit immobilier de Caen. Henry Chéron, sénateur du Calvados, lui remet les insignes de chevalier de la Légion d'honneur en janvier 1928, au titre de l'Industrie et du Commerce.
Il est élu maire de Caen lors du conseil municipal du 15 mai 1925 au premier tour de scrutin par 28 voix sur 30. Il était sur une liste d'union comprenant seize républicains de gauche et seize républicains libéraux. Il conserve son mandat de conseiller d'arrondissement mais quitte sa fonction de vice-président; il devient secrétaire. Son mandat de conseiller de Caen-Ouest est renouvelé le 14 octobre 1928 sous l'étiquette républicain de gauche. Il conduit lui-même la liste d'« union municipale et de concorde républicaine » lors des élections municipales d'avril 1929. Il arrive 7e en nombre de suffrages et sa liste remporte 22 des 32 sièges. Il est réélu maire de Caen lors de la séance du conseil municipal du 16 mai 1929 par 28 voix et 4 bulletins blancs. Il exerce le mandat de maire en parallèle d'une carrière dans le privé et dans son entreprise jusqu'en 1935  (les maires seront rémunérés à partir de 1945). Sur le volet social,  il préside l'association des anciens du lycée Malherbe en juin 1927.  puis celle de la Société de gymnastique de Caen, dont il était praticien dans sa jeunesse.
Il est surnommé « le maire des cités-jardins » car il développe les quartiers d'habitations à bon marché de Caen. La première est celle de la Haie Vigné, à l'ouest de la ville, après une délibération municipale du 18 juin 1928. En 1929, est érigée celle du Clos-Joli boulevard Clemenceau, puis en 1930, la cité Guynemer. En novembre 1931, est voté le plan Danger pour l’aménagement et l’embellissement de la ville qui prévoit notamment le percement d'une avenue dans le quartier Saint-Jean entre la gare de l'État et le château.
Si ce dernier plan n'est pas appliqué, les chantiers d'assainissement se poursuivent toutefois avec Yves Guillou chargé des travaux publics ; le recouvrement de l'Odon dans la vieille ville en 1932 (Caen subit crues et inondations régulières) et la mise en place du tout-à-l'égout permettent d'offrir un nouveau visage à la cité.
Ces grands travaux offrent également de nombreux emplois, alors même que la Grande Dépression touche l'agglomération caennaise. Il développe l'hygiène dans les écoles de la ville en y installant le chauffage central.

### Attitude sous l'Occupation

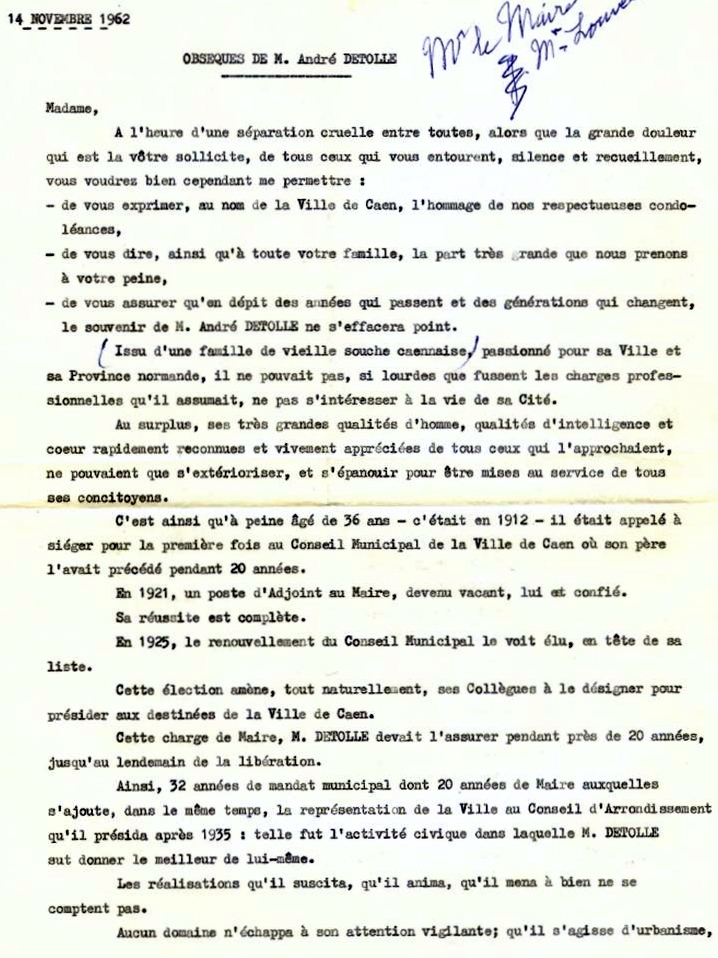
Hommage du maire de Caen, Jean-Marie Louvel, en 1962.

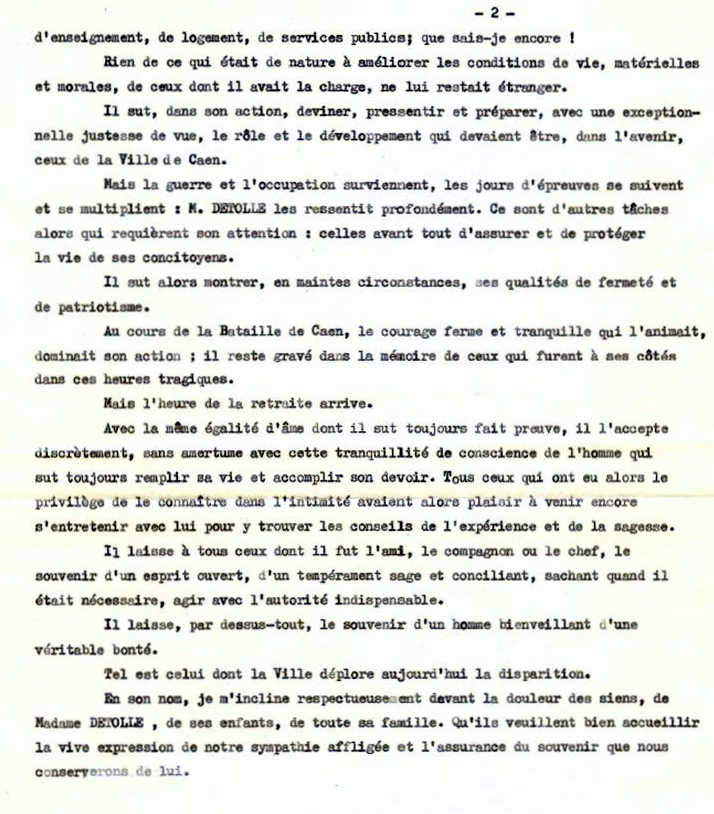
Hommage, en 1962.

Le chapitre" La seconde guerre mondiale" de l'historien Rémy Desquesnes, du livre "Caen - un siècle de vie"  aux Editions des Falaises, révèle avec beaucoup de détail (plus de 30 pages) les événements qui ont fait passé Caen des années sombres aux années noires à partir de mai 1942,  en tentant d'éclairer le rôle de la municipalité et de la préfecture dans ses relations avec Vichy et les autorités d'occupation, et d'en mieux cerner les personnalités clés, dont celle d'André Détolle.  
Ainsi, lorsque Rémy Desquesnes a contacté par courrier Alain Détolle, dernier fils survivant en 2000, pour préparer ce livre, Rémy Desquesnes  avait motivé sa requête en exprimant qu'André était assez méconnu des historiens par un manque d'archives et de témoignages sur cette époque. Il s'est révélé au final de leurs échanges, que l'un et l'autre était en désaccord profond sur le fond. La conclusion, à la main de l'historien, en témoigne :  "Il est vrai que le patriotisme et l'honnêteté républicaine d'André ne font aucun doute, mais en demeurant à la tête de la mairie par fidélité au maréchal Pétain dont il partageait toujours la philosophie en mai 1942, il acceptait du même coup de jouer le rôle périlleux d'intermédiaire entre les autorités d'occupation et la population qu'il s'efforça de protéger. Il était illusoire de croire qu'il pourrait opposer une continuelle fin de non-recevoir aux exigences allemandes. Bien que sa marge de manoeuvre fut fort étroite, il a cultivé une neutralité certaine et évité toute compromission avec les Allemands. En somme, si un grand boulevard de Caen porte le nom de Détolle, c'est plus pour rendre hommage à son action en faveur de l'aménagement de la ville, plutôt qu'à son action pendant l'Occupation, même si son épouse et son fils ont participé activement au soulagement des souffrances des caennais jusqu'au 9 juillet 1944". 
L'historien maintien ainsi un certain parti pris à l'encontre d'André et d'une admiration légitime pour Yves Guillou et Léonard Gille. Néanmoins, et sur le fond, l'opposition évidente entre Détolle et Guillou, qui s'est manifesté dès l'élection de 1929, fut plus une opposition de caractère et de style, que de convictions. Le livre de Jean Maurin, "Guillou le Conquérant" , rend hommage à l'action d'Yves Guillou, mais décrit très bien à la fois le soutien de Détolle envers Guillou, les motifs de divergences dès l'élection de 1929, et leurs oppositions de caractère  : André (calme, à l'écoute des sensibilités, diplomate, secret, mesuré dans ses propos), Yves (énergique, entreprenant, impatient, direct et sans détour, convaincu d'avoir raison). Alain Détolle témoigne également dans ce sens, et soutient qu'André et Yves avaient maintenu des relations bien au delà de 1929, pendant l'occupation. Enfin, dans la dernière lettre à Rémy Desquesnes, Alain Détolle conteste le fond et affirme, sans aucun doute "si André s'est maintenu à la tête de la mairie après mai 1942, ce n'est absolument pas par fidélité au maréchal, mais par fidélité aux caennais. Elu, maintes fois réélu, pragmatique et non dogmatique, son ambition était et demeurait le quotidien des caennais, il se devait de rester ".
André Détolle témoigne en juin 1940, au lendemain de la débâcle, d'une grande confiance dans la personne du maréchal Pétain. Par voie d'affichage, il annonce qu'il reste en place le 17 juin 1940,. Le 18 juin les Allemands entrent dans la ville, sa maison de la rue de l'Arquette sera occupée. Lors d'un discours au conseil d'arrondissement de Caen, il déclare : « tant de deuils et d'angoisses font actuellement l'horizon impénétrable, mais sur ces nuées semble émerger une cime d'espoir. M. le maréchal Pétain est véritablement, en ce jour tragique, l'homme du destin. Pour ce qui est de l'honneur, du patriotisme, de la compétence militaire, enfin de la lucidité, nul ne pourra mieux prétendre à la confiance de tous les Français et d'abord, n'est-il pas vrai, de ceux qui ont versé le 23 juin, les larmes les plus amères, nos anciens combattants de 1914. L'âme de ce grand vieillard est comme le roc où nous pouvons nous réfugier et sur lequel nous espérons s'édifiera la France de demain ».
Le 20 août 1940, il lance un appel à la population lui rappelant que « les actes de sabotage ou d'hostilité seront punis avec la dernière sévérité par les tribunaux allemands ». Après la rupture de câbles téléphoniques rue de Falaise en novembre 1940, le maire est obligé d'instaurer un tour de garde pour les surveiller. C'est lui-même qui effectue le premier tour de garde le 2 décembre. Le 6 février 1941, il tente de dissuader de nouveau le sabotage de câbles rue des Jacobins et rue du 11 novembre. Le 2 mars, il instaure un nouveau service de garde.
En mars 1941, les conseils municipaux sont supprimés. André Détolle est confirmé dans sa fonction par le chef du gouvernement, l'amiral Darlan, le conseil municipal est nommé par le ministère de l'Intérieur le 26 avril puis installé par le préfet Graux le 8 mai 1941. André Détolle prit la parole pour son quatrième mandat et nuancera ses propos vis-à-vis de Vichy : « les directives politiques, les doctrines et tout ce qui tient à la catégorie des grands principes ne sont pas et n’ont jamais été mon affaire […] Il est difficile de se réjouir d’assumer une telle charge […] mais il acceptait dans un sentiment de devoir prenant exemple sur le Chef qui n’a pas craint de prendre en main les destinées de la patrie ».
Il y eut une tentative de renommer le cours Sadi Carnot cours Pétain sur proposition de la légion française des combattants de Caen. André Détolle se montra très prudent sur la question en mai 1941 en adressant un refus poli : « Le cours dont il s’agit est suivi d’une rue du même nom, de sorte que subsistera l’hommage antérieurement apporté au président de la République assassiné dans l’exercice de ses fonctions ».
L'absence du préfet Graux et du maire Détolle à la première réunion publique du comité de collaboration de décembre 1941 ne passe pas inaperçue. Pendant neuf mois, Julien Lenoir et le groupe Collaboration devront composer avec l’hostilité ouverte du préfet.
Après de nouveaux sabotages, la ville de Caen se voit infliger une amende de 50 000 reichsmark; André Détolle répartit la somme entre les Caennais en se fondant sur la taxe foncière. 
Mi avril et fin avril1942, un commando de Francs Tireurs, par 2 fois à Airan, entre Mézidon et Caen, fait dérailler un train de l'armée allemande, tuant une centaine de soldat. Le 11 mai 1942, André Détolle doit consécutivement prendre un ordre de réquisition pour faire garder de nuit la ligne Paris-Caen-Cherbourg (par 2500 hommes), et ce jusqu'en juin 1944. Les représailles sont immédiates, plus d'une centaines d'otages furent arrêtés et déportés. Le conseil municipal dû se réunir en séance publique le 29 mai 1942 afin de voter à l'unanimité la confiance à Pétain, Darlan et Laval. 
Caen, ville majoritairement hostile à l'occupation allemande à partir de 1941, ne pourra pas échappé aux invectives allemandes, au durcissement de la politique de Vichy et au collaborationnisme, avec le limogeage en juin 1942 du préfet Graux. Extraits établis par le préfet (1942 ou 1943) « M. Détolle jouit d’une bonne réputation à Caen, donne satisfaction pour la gestion et l’administration des affaires de la ville, néanmoins il manque d’énergie ». Ce dernier commentaire vise t-il sa ligne de conduite vis à vis du régime de Vichy, ou manquait-il de force à la défense du quotidien des Caennais, qui était sa priorité ? Février 1944, il est convoqué au même titre qu'un grand nombre de personnalités ou de notables du Calvados,, plusieurs y seront arrêtés et déportés.
Juillet 1944, André Détolle et sa femme sont expulsés par les Allemands de leur domicile de la rue de l'Arquette et contraint de rejoindre les colonnes des réfugiés se dirigeant à pied vers Trun, au nord d'Argentan, d'où ils seront aperçus le 13 juillet. Il ne put se rendre le 9 juillet sur la rive gauche à la cérémonie commémorant la libération de la ville de Caen. Le 19 juillet, son troisième adjoint — Joseph Poirier — est nommé maire par intérim par les Alliés. 
Durant la bataille de Caen, son fils aîné Gilbert de 22 ans est actif au centre d'accueil des Petites Sœurs des Pauvres. Le 15 juillet il traversa l'Orne avec Raymond Chatelain et Quedeville et rencontra le premier PC canadien à la Banque de France. Le 17 juillet, Gilbert Détolle rentre à Vaucelles, conduit une patrouille F.F.I. qui avait pour mission d'y retrouver les archives de la Résistance. Au retour, les Allemands surgissent, Détolle et ses camarades regagnent la rive gauche sans encombre. Le 19 juillet matin, Gilbert Détolle descend vers l'Orne et est interpellé par les Canadiens près du pont de la gare où il reconnaîtra Raymond Châtelain tué par un éclat d'obus http://sgmcaen.free.fr/temoignage-rene-streiff.htm.
Il se laisse convaincre de se représenter avec son ancienne liste Union municipale à la première élection municipale universelle du 29 avril 1945. La liste conduite par Yves Guillou (10193 voix) franchi la majorité absolue dès le premier tour, André et ses colistiers sont assez logiquement battus (Joseph Poirier : 6169 voix, Henri Spriet : 5917 voix, André Détolle : 5253 voix).